# セレン鉛鉱
セレン鉛鉱（Clausthalite）は、鉛のセレン化鉱物である。方鉛鉱と一連の固溶体を形成する。 方セレン鉛鉱、クラウスタール鉱とも呼ばれる。

## 産出
硫黄の少ない熱水鉱床で、他のセレン化鉱物とともに産出したり、水銀の鉱床でも産出する。共生鉱物には、セレン水銀鉱、クロックマン鉱、セレン銅鉱、ウマンゴ鉱、自然金、安パラジウム鉱、閃ウラン鉱等がある。
1832年に初めて記載され、発見地であるドイツ・ハルツ山脈のクラウスタール＝ツェラーフェルトに因んで命名された。